# Serandita
La sérandita es un mineral de la clase de los inosilicatos, y dentro de esta pertenece al llamado “grupo de la wollastonita”. Fue descubierta en 1931 en las islas de Los (Guinea), siendo nombrada así en honor de J.M. Sérand, mineralogista francés.

## Características químicas
Es un silicato hidroxilado de sodio y manganeso.
Forma una serie de solución sólida con la pectolita (NaCa2Si3O8(OH)), en la que la sustitución gradual del manganeso por calcio va dando los distintos minerales de la serie.
Además de los elementos de su fórmula, suele llevar como impurezas: calcio, aluminio, hierro, magnesio, potasio o agua.

## Formación y yacimientos
Aparece en zenolitas con sodalita, en pegmatitas alcalinas con gabro-sienita, en fonolita y en rocas de metamorfismo de contacto con yacimientos de manganeso.
Suele encontrarse asociado a otros minerales como: sodalita, nefelina, egirina, astrofilita, arfvedsonita, eudialita, leucofanita, analcima, villiaumita, fluorita, neptunita manganosa o microclina.